# Cratere Plaskett
Plaskett è un grande cratere lunare di 114,34 km situato nella parte nord-occidentale della faccia nascosta della Luna.